# Diddy - Dirty Money
Diddy – Dirty Money fue una agrupación estadounidense de rap, conformado por su miembro fundador Sean John Combs, más conocido como P. Diddy, la exintegrante de la banda de R&B Danity Kane, Dawn Richard y la cantautora Kalenna Harper. El grupo tenía un contrato con el sello discográfico de Combs, Bad Boy Records. La banda se disolvió en 2012.

## Historia
Según Combs, Diddy-Dirty Money es "una mirada, un sonido, un movimiento, y sobre todo, un equipo y no tiene nada que ver con el dinero, la droga, el dinero ilegal, o algo negativo"...
Su álbum debut titulado Last Train To Paris fue lanzado en diciembre de 2010 y cuenta ya con un número nutrido de temas promocionales antes de su edición. En parte, debido a que varios de estos sencillos aparecieron incluso a finales del pasado 2009, y se han ido repartiendo a lo largo de este año. Combs afirmó: "Para mi nuevo álbum "Last Train To Paris", que quería hacer algo refrescante, algo único, algo que me haga seguir adelante como artista ... Soy un jugador en equipo. Quería contar una historia de amor ... No sólo podría describir el punto de vista de los hombres".
Allmusic calificó como al disco con un sonido con cierta influencia europea en el que logró mezclar el italo-disco, pop, rap, tech-house, y el sonido característico de Bad Boy
Su sencillo debut fue "Angels" lanzado el 3 de noviembre de 2009, aunque la canción se filtró en Internet a principios de junio. Contó con el sampleo de la voz de The Notorious B.I.G., y fue dirigido por Hype Williams. El segundo sencillo de fue "Love Come Down" fue lanzado ese mismo día (3 de noviembre). El 13 de noviembre, una nueva canción de Dirty Money se filtró por Internet, la canción llamada "Hurt" y cuenta con la participación de Drake. El tercer sencillo de la banda fue "Hello Good Morning" junto al rapero T.I., fue lanzado el 30 de marzo de 2010. También hicieron una reversión con Nicki Minaj y Rick Ross.
"Coming Home" es hasta el momento, el sencillo más exitoso de la agrupación, siendo nominado a los premios MuchMusic Video Awards 2011 como Video Internacional de Grupos del Año, entre otras nominaciones. El productor británico Alex Da Kid es el responsable de la instrumentación de la canción, en el que también participan Jay-Z (como compositor) y la cantante Skylar Grey, afiliada a Da Kid, en el estribillo y al piano. Su sonido, lejos de radicalizarse hacia el lado más hip-hop, ha vuelto la cara hacía la mixtura de R&B y pop en partes iguales.
La banda también obtuvo numerosas nominaciones. En 2010, 'Diddy Dirty Money' se alzó con la distinción a 'Mejor Grupo' en la ceremonia de entrega de los Premios Bet 2011.

## Discografía

### Álbumes de estudio
| Año  | Álbum | Mejor posición | Mejor posición | Mejor posición | Mejor posición | Mejor posición | Ventas        |
| Año  | Álbum | U.S.           | U.S. R&B       | CAN            | UK             | FRA            | Ventas        |
| ---- | --- | -------------- | -------------- | -------------- | -------------- | -------------- | ------------- |
| 2010 | Last Train to Paris - Lanzamiento: 13 de diciembre de 2010 - Discográfica: Bad Boy, Interscope - Formatos: CD, descarga digital, LP | 7              | 3              | 67             | 24             | 194            | - US: 310,000 |

Mixtapes
| Año  | Título                                                                                       |
| ---- | -------------------------------------------------------------------------------------------- |
| 2011 | Love Love vs. Hate Love - Lanzamiento: 14 de febrero de 2011 - Discográfica: Bad Boy Records |

### Sencillos
| Año  | Título                               | Posicionamiento en listas | Posicionamiento en listas | Posicionamiento en listas | Posicionamiento en listas | Posicionamiento en listas | Posicionamiento en listas | Posicionamiento en listas | Posicionamiento en listas | Posicionamiento en listas | Posicionamiento en listas | Certificaciones                    | Álbum               |
| Año  | Título                               | US                        | US R&B                    | US Rap                    | US Pop                    | AUS                       | CAN                       | IRL                       | SUI                       | FRA                       | UK                        | Certificaciones                    | Álbum               |
| ---- | ------------------------------------ | ------------------------- | ------------------------- | ------------------------- | ------------------------- | ------------------------- | ------------------------- | ------------------------- | ------------------------- | ------------------------- | ------------------------- | ---------------------------------- | ------------------- |
| 2009 | "Angels" (con The Notorious B.I.G.)  | 116                       | 71                        | —                         | —                         | —                         | —                         | —                         | —                         | —                         | —                         |                                    | Last Train to Paris |
| 2010 | "Hello Good Morning" (con T.I.)      | 27                        | 13                        | 8                         | 38                        | 94                        | 55                        | 41                        | 65                        | —                         | 22                        | - US: Oro                          | Last Train to Paris |
| 2010 | "Loving You No More" (con Drake)     | 91                        | 20                        | 17                        | —                         | —                         | —                         | —                         | —                         | —                         | —                         |                                    | Last Train to Paris |
| 2010 | "Coming Home" (con Skylar Grey)      | 11                        | 83                        | 21                        | 9                         | 4                         | 7                         | 3                         | 1                         | 8                         | 4                         | - US: 2× Platino - AUS: 2× Platino | Last Train to Paris |
| 2011 | "Your Love" (con Trey Songz)         | —                         | 23                        | 20                        | —                         | —                         | —                         | —                         | —                         | —                         | —                         |                                    | Last Train to Paris |
| 2011 | "Ass on the Floor" (con Swizz Beatz) | —                         | 80                        | —                         | —                         | —                         | —                         | —                         | —                         | —                         | 187                       |                                    | Last Train to Paris |

Sencillos promocionales
| Año  | Canción          | Mejor posición | Mejor posición |
| Año  | Canción          | US             | US R&B         |
| ---- | ---------------- | -------------- | -------------- |
| 2009 | "Love Come Down" | —              | 62             |

### Otras canciones en listas
| Año  | Canción                        | Mejor posición | Mejor posición | Álbum               |
| Año  | Canción                        | US             | US R&B         | Álbum               |
| ---- | ------------------------------ | -------------- | -------------- | ------------------- |
| 2011 | "Someone to Love Me"           | —              | 82             | Last Train to Paris |
| 2011 | "Looking for Love" (con Usher) | —              | 91             | Last Train to Paris |

### Apariciones en álbumes de otros artistas
| Año  | Título                                                  | Álbum                  |
| ---- | ------------------------------------------------------- | ---------------------- |
| 2010 | "K.I.S.S." (Nelly con Diddy - Dirty Money & Murphy Lee) | 5.0                    |
| 2010 | "I'm on You" (Timati con Diddy - Dirty Money)           | The Boss (USA Edition) |